# Балдаев, Виктор Геннадьевич
Ви́ктор Генна́дьевич Балда́ев (14 июня 1995, Электросталь) — российский хоккеист, защитник. В настоящее время является игроком хабаровского «Амура», выступающего в КХЛ.

## Карьера
Родился в подмосковном городе Электросталь. Хоккеем стал заниматься в местной секции с четырёх лет. На юношеском уровне принимал участие в розыгрыше Открытого чемпионат Москвы среди юношей своей возрастной категории. В 2012 году впервые вызвался под флаг национальной юниорской сборной России, в составе которой принял участие в международном, юношеском турнире, который проходил в чешском городе Градец Кралове. В этом же году был выбран на драфте юниоров КХЛ мытищинским хоккейным клубом «Атлант», за который дебютировал в составе молодёжной команды на уровне МХЛ.
В 2013 году Балдаев уехал играть в Канаду. Его клубом стал «Руэн-Норанда Хаскис», выступающий в Главной юниорской хоккейной лиге Квебека, а спустя время, после краткосрочного возвращения на родину, он перебрался в клуб «Шикутими Сагенинс». По окончании сезона Балдаеву поступали предложения остаться в Канаде, но он выбрал продолжение карьеры в России и вернулся в систему «Атланта», в составе которого, 6 сентября 2014 года, в гостевом матче против казанского «Ак Барса», дебютировал в КХЛ.
В сезоне сезоне 2015/2016 Балдаев перешёл в систему столичного «Спартака», где начал чередовать выступления как за основную команду красно-белых, так и за фарм-клуба «Спартака» — воскресенский «Химик». В январе 2017 года Балдаев уехал в чехию, где до окончания сезона выступал за клуб «Энергия» из города Карловы Вары.
Сезон 2017/2018 Балдаев начал в составе клуба КХЛ — нижегородского «Торпедо», однако, проведя в составе торпедовцев всего семь матчей перешёл в команду из Высшей хоккейной лиги — новокузнецкий «Металлург», в составе которого закрепился и отыграл два года. В сезоне 2019/2020 перешёл в череповецкую «Северсталь», за которую забросил свою первую шайбу в КХЛ, в домашней игре череповчан против уфимского «Салавата Юлаева». Летом 2020 года, в качестве свободного агента, перебрался в китайский хоккейный клуб «Куньлунь Ред Стар», который в связи с эпидемиологической обстановкой вынужден провести сезон 2020/2021 в подмосковных Мытищах. В составе «Куньлуня» Балдаев провёл 43 матча и набрал 6 (0+6) очков при полезности «-4». Летом 2021 года, Виктор, на правах свободного агента подписал просмотровый контракт с хоккейным клубом «Сочи», а спустя время подписал и полноценный контракт, до 30 апреля 2022 года.